# 仪象考成
《仪象考成》是中国清代一部以星表为主的工具书，由清朝钦天监戴进贤（德國耶穌會傳教士）与同為传教士之鲍友管、劉松齡、学者何国宗、明安图等人编修。从乾隆九年（1744年）开始编修，直至乾隆十七年（1752年）完成。全书共32卷，前两卷介绍天文仪器玑衡抚辰仪的使用方法，后30卷为星表，共收录星3083颗。
《仪象考成》的很多恒星的数据是根据弗兰斯蒂德的星表编算的。在弗兰斯蒂德的星表中记录的恒星，大都也能在《仪象考成》中找到对应位置。

## 《仪象考成续编》
《仪象考成续编》于道光二十二年（1842年）开始修订，道光二十四年（1844年）完成，续编据《仪象考成》改算了历元，也做了一些实际观测，发现和改正了原书中某些讹误，取消六个增星编号，比原书少录6颗星，增补了163颗星，总计表列恒星数共3240星。

## 星圖變化
市面上流傳的中西星象對照圖，包括伊世同的《中西對照恆星圖表》在內，大多是以《儀象考成》為根據。但是這些對照表是以清代製成的星圖為依據，和古代星圖的星官位置及形狀已有些差異。隨著時代的變遷，個別星官名稱、星官中的星數、星官間的相對位置本就會有歷史嬗變。再加上明末清初用西學修正和補充明代的星表時，由於徐光啟和西方傳教士對中國傳統星象未能精熟，造成很多星官與中國古代的星圖產生偏離。例如宋代《皇佑星圖》南門的兩顆星與《儀象考成》的南門一、南門二不是同個星，前者是半人馬座的ξ2星與ε星，後者是半人馬座的ε星與α星。

## 外部連結
- 中西星名對照與考證 （页面存档备份，存于）

1. ↑  歐陽亮.  (PDF).   [2023-02-05]. （原始内容存档 (PDF)于2022-12-22）.
2. ↑  .   [2023-02-05]. （原始内容存档于2023-02-05）.
3. ↑  徐剛. .   [2023-02-05]. （原始内容存档于2023-02-05）.
4. ↑  歐陽亮.  (PDF).   [2023-02-09]. （原始内容存档 (PDF)于2023-02-09）.
5. ↑  .   [2023-02-05]. （原始内容存档于2023-02-05）.